# Amatoksin
Amatoksini su grupa od osam ili više toksičnih jedinjenja koja se mogu naći u nekoliko otrovnih gljiva, prvenstveno u vrsti Amanita phalloides (zelena pupavka). Amatoksini su prisutni i u još nekoliko vrsta iz rodova Amanita, Conocybe, Galerina i Lepiota.

## Hemijska struktura
Ova jedinjenja imaju sličnu strukturu, koja se sastoji od makro-prstenova formiranih od osam aminokiselina. Heinrich Wieland i Rudolf Hallermayer sa Minhenskog Univerziteta su izolovali ova jedinjenja 1941. godine . 
Svi amatoksini su oligopeptidi sintentisani kao proproteini od 35 aminokiselina, od kojih se finalnih 8 aminokiselina odvoji uz pomoć prolil-oligopeptidaze.
Trenutno deset amatoksina je poznato:
| Name                 | 3 | 2 | 1 | 4 | 5 |
| -------------------- | - | - | - | - | - |
| α-Amanitin           | 2 |   |   |   |   |
| β-Amanitin           |   |   |   |   |   |
| γ-Amanitin           | 2 |   |   |   |   |
| ε-Amanitin           |   |   |   |   |   |
| Amanulin             | 2 |   |   |   |   |
| Amanulinska kiselina |   |   |   |   |   |
| Amaninamid           | 2 |   |   |   |   |
| Amanin               |   |   |   |   |   |
| Proamanulin          | 2 |   |   |   |   |

Postojanje δ-Amanitina je postulisano, ali njegova hemijska struktura nije određena.

## Mekanizam akcije
Njihov glavni toksični mekanizam je inhibicija RNK polimeraze II, koja je vitalni enzim u sintezi informacione RNK (iRNK), microRNA i male jedarne RNK. U odsustvu iRNK, esencijalna proteinska sinteza, i zbog toga ćelijski metabolizam, se zaustave i ćelija ugine.

## Klinički simptomi
Jetra je organ koji je prvenstveno ugrožen, zato što je to organ kroz koji sastojci hrane prvo prolaze nakon apsorpcije u gastrointestinalnom traktu. Nekoliko drugih organa, posebno bubrezi, su ugroženi u značajnoj meri. RNK polimeraza u zelenoj pupavci nije senzitivna na efekte amatoksina što omogućava tim pečurkama da normalno funkcionišu u prisustvu amatoksina. Procenjena minimalna letalna doza za čoveka je 0,1 mg/kg ili 7 mg toksina u odraslim osobama. Njihova spontana interstinalna apsorpcija združena sa njihovom termostabilnošću dovode do brzog rezvoja toksičnih efekata.

## Tretman
Tretman se sastoji of visokih doza penicilina kao i od dodatnih mera u slučajevima ozlede jetre i renalnog trakta. Posebna pažnja se daje održavanju hemodinamičke stabilnosti.

## Detekcija
Prisustvo amatoksina u uzorcima pečurki se može detektovati koristeći Meixner Test (koji je još poznat kao Wieland Test).

## Literatura
1. ↑  Litten, W. (1975). „The most poisonous mushrooms”. Scientific American. 232 (3): 90—101. PMID 1114308.
2. ↑  H. E. Hallen; H. Luo; J. S. Scott-Craig & J. D. Walton (2007). „Gene family encoding the major toxins of lethal Amanita mushrooms”. Proceedings of the National Academy of Sciences USA. 104 (48): 19097—19101. doi:10.1073/pnas.0707340104. Архивирано из оригинала 12. 04. 2021. г. Приступљено 28. 02. 2010.
3. ↑  K. Baumann; K. Muenter & H. Faulstich (1993). „Identification of structural features involved in binding of α-amanitin to a monoclonal antibody”. Biochemistry. 32 (15): 4043—4050. doi:10.1021/bi00066a027.
4. ↑  Karlson-Stiber C, Persson H (2003). „Cytotoxic fungi - an overview”. Toxicon. 42 (4): 339—49. PMID 14505933. doi:10.1016/S0041-0101(03)00238-1.
5. ↑  Benjamin.p217
6. ↑  Horgen, Paul A.; Allan C. Vaisius; Joseph F. Ammirati (1978). „The insensitivity of mushroom nuclear RNA polymerase activity to inhibition by amatoxins”. Archives of Microbiology. 118 (3): 317—9. PMID 567964. doi:10.1007/BF00429124.
7. ↑  DiCostanzo, J. Strong Medicine. 2005, Elsevier Inc. pp. 35-36.